# Kalliapseudes
Kalliapseudes is een geslacht van naaldkreeftjes (Tanaidacea) uit de familie van de Kalliapseudidae. De wetenschappelijke naam van het geslacht is voor het eerst geldig gepubliceerd in 1910 door Thomas Roscoe Rede Stebbing. Hij beschreef tevens de eerste soort, Kalliapseudes makrothrix uit Wasin, Oost-Afrika. Wasin ligt op een eilandje in de Indische Oceaan voor de kust van het huidige Kenia, ongeveer 110 km ten noorden van Zanzibar.

## Taxonomie
In 1956 voerde Karl Georg Herman Lang de ondergeslachten Kalliapseudes (Mesokalliapseudes), Kalliapseudes (Monokalliapseudes), Kalliapseudes (Kalliapseudopsis) en Kalliapseudes (Kalliapseudes) in. Modest Guţu heeft in 2006 de eerste twee tot de status van geslacht verhoogd (respectievelijk Mesokalliapseudes en Monokalliapseudes), terwijl hij de laatste twee samengevoegd heeft tot het geslacht Kalliapseudes, zonder ondergeslachten.

## Soorten[2]
- Kalliapseudes bamberi Drumm & Heard, 2011
- Kalliapseudes borceai Bacescu, 1980
- Kalliapseudes dongarae Drumm & Heard, 2011
- Kalliapseudes gutui Drumm & Heard, 2011
- Kalliapseudes langi Gutu, 2006
- Kalliapseudes longisetosus Drumm, 2007
- Kalliapseudes macrothrixoides Bacescu, 1980
- Kalliapseudes magnus Lang, 1956
- Kalliapseudes makrothrix Stebbing, 1910
- Kalliapseudes mauritanicus Monod, 1923
- Kalliapseudes messingi Drumm, 2007
- Kalliapseudes obtusifrons (Haswell, 1882)
- Kalliapseudes primitivus Nierstrasz, 1913
- Kalliapseudes profundus Drumm & Heard, 2011
- Kalliapseudes quadrirobustirostris Drumm & Heard, 2011
- Kalliapseudes senegalensis Gutu, 2006
- Kalliapseudes struthi Bamber, 2005
- Kalliapseudes syntresis Drumm & Heard, 2011